# Badicul Moldovenesc
Die Gemeinde Badicul Moldovenesc liegt im Rajon Cahul in der Republik Moldau. Bei der Volkszählung 2004 ergaben sich 1355 Einwohner.

## Name
Der Name der Gemeinde lässt sich mit Moldauisch Badicul übertragen. Zur Herkunft des Namens gibt es eine lokale Legende, jedoch scheint der Name durch eine Unterscheidung zu einem in Russland liegenden Ort gleichen Namens, herzurühren. Im 20. Jahrhundert wurde der Ort auch Badicu Vechi genannt, wie die Geburtsdaten des bekannten moldauischen Geigenspielers Nicolae Botgros zeigen.

## Persönlichkeiten
- Nicolae Botgros (* 1953), Violinist